# Буряківець Юрій Дмитрович
Буряківець Юрій Дмитрович (26 квітня 1922, м. Чорнобиль, Київська область, Україна — 7 січня 1996, Нью-Йорк, США) — український поет і прозаїк.

## Біографія
Народився 26 квітня 1922 року у Чорнобилі в родині службовців Дмитра і Марії Буряківців. У 1926 році сім'я переїхала до Києва, де в липні 1941 Юрій закінчив середню школу. Почав писати вірші у віці 14 років. За станом здоров'я звільнений з військового обліку.  
За часів нацистської окупації півроку був ув'язненим гестапо, у 1942 примусово вивезений на сільськогосподарську працю до Баварії, Німеччина. 1945 року визволений американською армією. Жив у таборі переміщених осіб (табір Ді-Пі) в місті Ауґсбурґ. У 1947 році став учасником Спілки українських письменників і журналістів. Навчався в Українському вільному університеті в Мюнхені. У цей час публікує збірки поезій «Слово про Україну» (1946), «До вершин Духа» (1948), «Зірниці» (1950). 
У липні 1949 року емігрував до США. Жив і навчався у штатах Айова, Пенсільванія. У липні 1960 року закінчив Пенсільванський університет зі званням магістра філософії. Був одружений, разом із родиною жив у Нью-Йорку. Окрім української, володів англійською, німецькою, французькою, іспанською, російською, білоруською і польською мовами. Викладав німецьку та іспанську. З червня 1969 року — учасник Об'єднання українських письменників «Слово». У вересні 1994 року прийнятий до Спілки письменників України. 
Творчість письменника високо оцінювали літературознавці Володимир Державін, Василь Барка, Василь Ірклієвський. Юрій Буряківець є автором відомої пісні «Буде нам з тобою що згадати», що увійшла до альбому «Наші партизани» (1999) Тараса Чубая та гурту Скрябін. 
Юрій Буряківець помер 7 січня 1996 року. Похований на цвинтарі святого Андрія у штаті Нью-Джерсі, США. 

## Творчість
Автор поетичних збірок:
- «Слово про Україну» (1946)
- «До вершин духа» (1948)
- «Зірниці» (1950)
- «Виноградник [Архівовано 24 липня 2015 у Wayback Machine.]». Вкраїнське Видавництво «Перемога»: Буенос-Айрес, 1955
- «Листки соняшника» (1959)
- «Перелоги» [Архівовано 29 вересня 2020 у Wayback Machine.] (1960, 1974)
- «Серця палкого тепло» (1967)
- «Мого життя межінь» (1984)
- «Рідного краю галузка» [Архівовано 25 жовтня 2020 у Wayback Machine.] (1985)
- «Співучі дощечки» (1987)

Романів:
- «Паспорт на Україну» (1970)
- «Право на велику дорогу [Архівовано 24 липня 2015 у Wayback Machine.]». Видавництво «Рідний Край»: Нью-Йорк, 1972
- «Ластів'їною трасою» [Архівовано 22 жовтня 2020 у Wayback Machine.] (1977)
- «Рум'яний Влес» [Архівовано 27 жовтня 2020 у Wayback Machine.]. Героїчна епопея. Накладом автора: Нью-Йорк, 1982
- «Нездоланні» том 1 (1958), том 2 (1962)